# 大澤恵
大澤 恵（おおさわ めぐみ、1980年6月15日 - ）は、日本の元AV女優。
東京都出身。

## 略歴
美月ゆいな名義でお菓子系アイドルとしてデビュー。2000年にはMOODYZのイメージガールオーディションで優勝、2001年にR指定シネマで初ヌードを披露した。その後同年4月、芸名を大澤恵に変えてヘアヌードを披露、10月に『LUNATIC BEAUTY』でAVデビューした。その後2002年8月にセルビデオデビュー、引退を発表した。

## 作品

### イメージビデオ
- LUSH ムーディーズガール（2001年4月1日、MOODYZ）共演:冴嶋みどり、望月美穂
- ネット生中継（2001年5月1日、MOODYZ）共演:里見瑤子、望月美穂、林由美香、冴嶋みどり

### アダルトビデオ
- LUNATIC BEAUTY（2001年10月19日、宇宙企画）
- ラブチャット（2001年11月18日、宇宙企画）
- 純生デイト（2001年12月21日、宇宙企画）
- Be ultimate（2002年1月22日、アリスJAPAN）
- 完全収録。（2002年2月17日、宇宙企画）
- Fの溺愛（2002年3月19日、アリスJAPAN）
- 女尻（2002年4月19日、アリスJAPAN）
- 完全収録。大澤恵（2002年5月25日、宇宙企画）
- 本性（2002年5月28日、アリスJAPAN）
- 愛をおねだり（2002年6月7日、アリスJAPAN）「Be ultimate」、「Fの溺愛」を収録
- 原点（2002年6月25日、KUKI）
- NO CONTROL（2002年7月12日、VIP）
- 秘蔵PLUS 大澤恵（2002年7月27日、宇宙企画）
- 狙われた看護婦（2002年8月15日、MOODYZ）
- 大澤恵スペシャル（2002年8月23日、アリスJAPAN）「女尻」、「本性」を収録
- 宇宙企画Memorial（2005年5月13日、宇宙企画）